# Haec sancta
Haec sancta è un decreto approvato dal concilio di Costanza, il 6 aprile 1415.
Il carattere in sé eccezionale del decreto, la sua terminologia imprecisa e la sua formulazione ambigua hanno dato luogo a interpretazioni assai divergenti da parte di storici e teologi.
Alcuni studiosi tra cui (P. De Vooght, Hans Küng, F. Oakley) sostengono il valore dogmatico del decreto: in esso sarebbe infallibilmente definita una verità di fede, cioè la superiorità del concilio sul papa.
Altri (tra cui Karl August Fink, August Franzen, B. Tierney) non si pronunciano sul valore dogmatico del decreto, ma sostengono che esso sarebbe ancora valido, ed entrerebbe in vigore qualora si verificassero circostanze analoghe a quelle in cui si tenne il Concilio di Costanza, in presenza cioè di uno scisma con più papi.
Altri ancora (Hubert Jedin, Walter Brandmüller, M. Fois, Giuseppe Alberigo) attribuiscono al decreto un carattere contingente, valido per le circostanze in cui fu redatto e solo per esse, e non vi vedono nessuna implicazione dogmatica dal carattere vincolante.

## Contenuto del decreto
La premessa (In nomine...ut sequitur) non sembra rivestire particolare significato, e ripresenta in forma di introduzione quanto è contenuto nella parte dichiarativa che segue. Si nomina lo scopo del Concilio, chiaramente espresso: fine dello scisma con l'unione della Chiesa nel capo e nelle membra. Circa la sequenza dei verbi conclusivi si nota che il confronto con i documenti analoghi e di minore entità fa pensare a un uso promiscuo e non tecnico di questi verbi e quindi non sembra che si possa dedurne il carattere di irreformabilità della proposizione introdotta.
La parte centrale del decreto (Et primo...in membris) è l'unica che figura senza significative varianti nella bozza delle nazioni e nel decreto del 30 marzo, segno della sua importanza, ma anche di un consenso ampio e stabile del suo contenuto: si dice che il Concilio è legittimamente riunito nello Spirito Santo, che è concilio generale che rappresenta tutta la Chiesa e che riceve il proprio potere direttamente da Cristo. Tutti, di qualsiasi grado e dignità, fosse anche quella papale, sono tenuti ad obbedirgli nelle cose che riguardano la fede, l'eliminazione del presente scisma e la riforma generale della Chiesa nel capo e nelle membra.
Il paragrafo seguente (Item...recurrendo) stabilisce che sia sottoposto a debita pena chiunque, di qualsiasi grado e dignità fosse rivestito, fosse anche quella papale, non avesse obbedito alle disposizioni di quel Concilio o di qualsiasi altro concilio generale legittimamente riunito, "sulle questioni suddette o relative a quelle". Viene poi vietato a Giovanni XXIII di richiamare la propria curia da Costanza senza il consenso dell'assemblea, dichiarando nulle tutte le sue sanzioni e tutti gli eventuali provvedimenti contro il Concilio. Viene infine dichiarato che Giovanni e tutti gli altri partecipanti al Concilio hanno sempre goduto di piena libertà.

## Lettura critica del decretoHaec santa
L'affermazione che ha dato origine alle diverse interpretazioni è quella contenuta nella parte centrale: In primo luogo dichiara che esso, legittimamente riunito nello Spirito Santo, poiché è concilio generale e rappresenta la Chiesa cattolica militante, ha il proprio potere direttamente da Cristo e che chiunque, di qualunque condizione o dignità, anche se fosse quella papale, è tenuto ad obbedirgli in ciò che riguarda la fede, l'estirpazione del detto scisma e la riforma del capo e delle membra della detta Chiesa di Dio.
Con questa affermazione il Concilio cerca di fondare la propria legittimità malgrado la fuga del papa. Non dalla convocazione di Giovanni XXIII trae la propria legittimità, e dalla sua fuga la conseguente deligittimazione, ma esso riceve il proprio potere direttamente da Cristo, senza alcuna mediazione, essendo concilio generale e rappresentando la Chiesa cattolica.
Nonsembra di scorgere in questo testo alcuna intenzione di definire dogmaticamente la superiorità dell'istituzione conciliare sul papato: il testo è assai scarno, il presunto dogma verrebbe definito in una proposizione secondaria di natura ipotetica (etiam si papalis existat), manca qualsiasi ricorso alla Scrittura e Tradizione, necessario per una definizione dogmatica, e le sanzioni comminate a chi non accetta il dogma (si quis dixerit...anathema sit). Inoltre il soggetto della proposizione non è l'istituto conciliare in genere, ma quel Concilio, quello di Costanza (ipsa), di cui è detto che riceve la propria autorità direttamente da Cristo, e che deve trovare la soluzione di quello scisma (dicti schismatis).
Non della superiorità del concilio sul papato, si trattava, dunque, ma di quel Concilio, su tre papi dubbi, di cui due già deposti, e uno, quello giuridicamente legittimo agli occhi del Concilio, che con la sua fuga attentava all'unità della Chiesa e si rendeva colpevole di scisma, collocandosi moralmente a livello degli altri due.
Insomma "Il Concilio non si compiace neppure un istante di considerare l'abituale ipotesi di un concilio senza papa...[ma esso cerca di dotarsi] delle qualifiche necessarie per superare sia il colpo infertogli da Giovanni che la resistenza degli altri due pretendenti...[Esso si configura come un Concilio] vero e proprio, solo accidentalmente e transitoriamente acefalo, dotato di tutti i requisiti tradizionalmente indispensabili per prendere ogni decisione necessaria alla normalizzazione della Cristianità".
Per il fatto che poi, il Concilio matura la convinzione di essere l'unica autorità competente, indubitabile, per risolvere lo scisma, va da sé che richieda l'osservanza delle sue decisioni a tutti, anche a coloro che in quel momento fossero rivestiti di dignità papale, vera o presunta, cioè a Giovanni XXIII innanzitutto, ma anche a Gregorio XII e a Benedetto XIII, che una parte della Chiesa considerava ancora papi legittimi; anzi, potremmo dire soprattutto da loro il Concilio deve esigere obbedienza, per riuscire a raggiungere il suo primo scopo, la composizione dello scisma.
Haec sancta è un decreto di natura giuridica, con cui il concilio intende fondare la propria legittimità dopo la fuga del papa che lo aveva convocato, comprendendo che quella era l'unica strada ancora aperta per ridare l'unità alla Chiesa.
Il carattere propriamente conciliarista del decreto Haec sancta risiede dunque:
-nel fatto che il concilio di Costanza in quelle circostanze confuse e drammatiche si eriga a giudice di un papa che considera formalmente legittimo, ma screditato, fautore di scisma e dannoso, e inoltre non riconosciuto da una "gran parte della Cristianità" e perciò stesso non del tutto certo dei suoi diritti;
-nel fatto che in quella situazione di incertezza rinunci ad individuare l'origine della propria legittimità nella convocazione papale, secondo la tradizione, ma faccia propria l'ecclesiologia di emergenza, appunto di stampo conciliarista, secondo cui, in circostanze eccezionali di incertezza su chi sia il vero papa, il concilio può essere convocato da cardinali, dai vescovi o dall'imperatore e riceveva la sua potestas da Christo immediate, considerandosi nel contempo rappresentante (altro concetto conciliarista) della Chiesa cattolica.
Soggetto del decreto è dunque il Concilio di Costanza, non qualsiasi concilio ecumenico, e l'espressione che qualsiasi altro concilio generale legittimamente riunito deve essere obbedito va limitata nelle materie indicate e a ciò che essa attiene; le materie indicate sono la fede, l'eliminazione dello scisma e la riforma della chiesa nel capo e nelle membra.
Non sembra che Haec sancta possa oltrepassare la concreta situazione storica di emergenza nella quale fu emanato.

## Il decretoHaec sanctanel contesto del Concilio
Il Concilio non intende arrivare a un superamento dell'istituzione papale in forza del contenuto del decreto: anche dopo la sua pubblicazione continua a trattare con Giovanni XXIII e a impegnarsi per il suo ritorno a Costanza.
Non appena il Concilio arriva all'elezione di un papa indubitatus nella persona di Martino V, la situazione ecclesiologica sembra rientrare nell'alveo tradizionale: i decreti vengono emanati, secondo la tradizione medievale, sotto forma di costituzioni papali (Martinus Episcopus, Servus servorum Dei...sacro approbante concilio) e non di costituzioni conciliari (Sacrosancta Synodus Costantiensis...)
La proposizione 6 della bolla Inter cunctas, emanata da Martino V sacro approbante concilio e rivolta agli hussiti, afferma come obbligante per la fede ritenere il papa soggetto del potere supremo nella Chiesa. Se Haec sancta avesse avuto valore dogmatico questa affermazione sarebbe eretica, contraddittoria, insostenibile.